# Аль-Мансур Умар I
аль-Малик аль-Мансур Абу-ль-Фатх Нур ад-Дин Умар аль-Йамани (убит 1249, аль-Джанад) — основатель и первый правитель средневекового южно-аравийского государства Расулидов в 1229—1249 годах. В 1234 году был официально признан аббасидским халифом в качестве султана Йемена.

## Происхождение
Абу-ль-Фатх Нур ад-Дин Умар ибн Али ибн Расул происходил из арабизировавшегося огузского семейства Бану Расул (вероятно, вышедшего из туркоманского племени манджик). Ранняя хроника государства Расулидов прямо называет первых двух султанов династии «гуззскими» (то есть огузскими) правителями (мулук), подчёркивая их неарабское происхождение. Дед Нур ад-Дина Умара по отцу, Мухаммад ибн Харун ибн Абу-ль-Фатх, в XII веке служил посыльным при дворе аббасидского халифа в Ираке, где преуспел на поприще доставки конфиденциальных посланий халифа в Сирию и Египет, за что получил почётное прозвище Расул — «Посланник». Впоследствии официальные историки династии Расулидов, прежде всего аль-Ашраф Умар II (внук Нур ад-Дина Умара) и Али аль-Хазраджи, стремясь придать большей легитимности власти туркоманской династии над Йеменом, подробно обосновывали исконно арабское происхождение семьи Бану Расул, возводя её генеалогию к царскому роду Гассанидов и, в конечном счёте, к южным арабам-кахтанитам, а конкретнее, к кахтанитскому племени Азд. Если верить историческому труду аль-Ашрафа Умара, предки Расулидов были среди той части кахтанитов, которые покинули Южную Аравию после прорыва Марибской плотины, а согласно работе аль-Хазраджи, через какое то время после ухода из Южной Аравии пращуры рода Бану Расул переселились в страну туркменов (bilād al-turkumān). Аль-Хазраджи писал буквально следующее: «Они жили среди [туркменских племён], говорили на их языке и отдалились от арабов… Многие думали, что они из туркменского народа, но они придерживались своих генеалогических линий. Поэтому, когда семья этой группы уехала в Ирак, те, кто знал их, приписали их происхождение Гассану, а те, кто не знал их, приписали это туркменскому народу».
Далее аль-Хазраджи рассказывают, что Мухаммад ибн Харун со своей семьёй переехал в Египет, где Бану Расул якобы «стали настолько почитаемыми Айюбидами, что им была предложена Южная Аравия как их собственная земля». Судя по всему, Шамс ад-Дин Али ибн Расул, сын Мухаммада ибн Харуна и отец Нур ад-Дина Умара, действительно был одним из офицеров курдско-огузской армии Салах-ад-Дина Юсуфа ибн Айюба в Египте и прибыл в Йемен в 1174 году в составе войск Туран-шаха ибн Айюба (или в 1183 году в составе войск Тугтегина ибн Айюба). С тех пор Шамс ад-Дин Али и его четыре сына — Бадр ад-Дин Хасан, Нур ад-Дин Умар, Фахр ад-Дин Абу Бакр и Шараф ад-Дин Муса — находились на службе айюбидских правителей Йемена, от которых получили во владение на условиях икта различные земли, а также заняли в их правительстве разные военные и административные должности.

## Приход к власти
Сыновья Шамс ад-Дина Али ибн Расула достигли наибольшего политического влияния при йеменском султане аль-Масуде Салах ад-Дине Юсуфе, правившем в 1215—1229 годах под сюзеренитетом своего отца аль-Камиля Насир ад-Дина Мухаммада, султана Египта и Сирии. Султан аль-Масуд Юсуф часто отсутствовал в Йемене (одной из важнейших его забот было поддержание контроля Айюбидов над Меккой), что ещё более способствовало усилению могуществу братьев Расулидов, между которыми вскоре началось соперничество за власть в султанате. Самый младший и самый способный из них — Нур ад-Дин Умар — вскоре нашёл простой и эффективный способ избавиться от братьев. Когда в 1222 году аль-Масуд Юсуф отбыл в Египет и оставил в Йемене вместо себя заместителем (наибом) Нур ад-Дина Умара, последний убедил султана взять с собой в Каир троих его братьев и оставить их там (в дальнейшем, после смерти Умара, двое из его братьев вернулись из Египта в Йемен, однако тут же были заключены его сыном и наследником аль-Музаффаром Юсуфом в касбу Таиза, где и окончили свои дни). Захватив Мекку в 1223 году, аль-Масуд Юсуф вернулся в Йемен, однако через два года вновь уехал в Каир, оставив вместо себя наибом Нур ад-Дина Умара. Замещая аль-Масуда Юсуфа во главе султаната, Нур ад-Дин Умар начал постепенно подчинять себе местных йеменских вождей и наместников, требуя от них личной преданности, а также забирать под свой контроль ключевые города и крепости Йемена. При этом наиб безжалостно подавлял любые признаки неповиновения, примером чему служит судьба Аммара ибн ас-Сибахи, главы (za'îm) нескольких крепостей в области аль-Маафир. Аммар хотя и заявил о преданности Нур ад-Дину Умару, однако отказался уступить ему крепости Муниф, Ямин и ас-Сава, за что и поплатился головой.

## Консолидация власти и внутренняя политика
Вернувшись из Каира, султан аль-Масуд Юсуф недолго оставался в Йемене. Узнав, что его отец, султан Египта аль-Камиль Мухаммад, решил назначить его правителем Дамаска, аль-Масуд Юсуф собрал свои богатства и отправился в Сирию, однако неожиданно умер в Мекке 13 джумада I 626 года Хиджры (9 апреля 1229 года). Покидая Йемен, султан вновь оставил вместо себя Нур ад-Дина Умара в качестве наиба с условием, что тот будет управлять страной до прибытия из Египта преемника аль-Масуда Юсуфа. Хотя Каир так и не прислал никого на место султана Йемена, Нур ад-Дин Умар первые годы демонстрировал внешнюю преданность султану Египта. Он послал аль-Камилю Мухаммаду драгоценный подарок с посланием, в котором называл себя «заместителем султана над землями» Йемена, а султан утвердил его в должности наиба. Публичные молитвы продолжали начинаться с упоминания аль-Камиля Мухаммада; согласно нумизматическим данным, до 634 года Хиджры (1236/1237 год) все монеты Нур ад-Дина Умара (серебряные дирхамы и медные филсы), чеканились от имени Айюбидов (хотя расулидский хронист аль-Хазраджи и утверждал, что Умар начал чеканить монеты только со своим именем начиная с 630 года Хиджры, таких монет до сих пор не обнаружено): до 627 года Хиджры включительно монеты выпускались ещё от имени покойного султана аль-Масуда Юсуфа, с 627 по 634 годы Хиджры — от имени его сына аль-Адиля Сайф ад-Дина Абу Бакра или от имени его отца аль-Камиля Мухаммада и аббасидского халифа аль-Мустансира (кроме того, известны две недатированные монеты, на которых Нур ад-Дина Умар упоминается как наиб).
Демонстрируя видимость лояльности Айюбидам, базируясь в Забиде, Нур ад-Дин Умар начал последовательно консолидировать свою власть над Южной Аравией, постепенно занимая стратегически важные города и крепости, силой отнимая их у айюбидских ставленников и иктадаров, заключая договоры с вождями племён и стараясь умиротворить Зейдитов на севере Йемена. В 627 году Хиджры (1229/1230 год) Умар захватил крепость ат-Такар недалеко от Ибба и начал наступление на Сану, в 628 (1230/1231 год) он занял Хабб, осадил и взял Таиз, а в 629 (1231/1232 год) зашёл далеко вглубь территории Зейдитов в северных областях, взяв город-крепость Букур недалеко от Тулы, и город Каукабан. При посредничестве исмаилитского клана Бану Хатим ему удалось заключить соглашение с шарифами Хамзитами (Бану Хамза), могущественным кланом, возглавлявшим Зейдитское государство. По условиям соглашения, Нур ад-Дин Умар признал Хамзитов своими наместниками в крепостях и областях, находившихся под контролем Зейдитов между Баракишем (в Джауфе) на востоке, Саадой на западе и Хадджей и Каукабаном на юге. Вступив таким образом во взаимоотношения с Нур ад-Дином Умаром, Хамзиты начали подталкивать его к отходу от лояльности Айюбидам, заклятым врагам Зейдитов, и к скорейшему достижению независимости Йемена от Египта. Договор с Хамзитами позволил Умару обеспечить внутреннее единство Йемена под своей властью. Желая придать больше легитимности своему положению правителя, Умар женился на вдове султана аль-Масуда Юсуфа. Согласно аль-Макризи, уже в 1232 году йеменские эмиры и шейхи принесли Нур ад-Дину Умару присягу на верность, а во всех областях Йемена и в Мекке начали читать хутбу с упоминанием его имени. Наконец, 631 году Хиджры (1233/1234 год) он послал дары аббасидскоу халифу аль-Мустансиру и запросил у него официального признания своей власти над Йеменом в качестве султана и наместника халифа. Аль-Мустансир направил Умару соответствующий документ с караваном иракских паломников, однако в пути документ был похищен. В следующем, 632 году Хиджры (1234/1235 год) в Йемен прибыл посланник халифа, который привёз новый документ о признании Нур ад-Дина Умара султаном, что ознаменовало собой формальное начало независимого государства Расулидов в Южной Аравии.
Заняв йеменский престол, Нур ад-Дин Умар принял тронное имя (лакаб) аль-Малик аль-Мансур («Царь Победоносный») и стал чеканить его на своих монетах уже без упоминания имени султана аль-Камиля Мухаммада. На первых серебряных дирхамах с именем аль-Малика аль-Мансура (самые ранние из сохранившихся экземпляров датированы 634 и 635 годами Хиджры), отчеканенных в Адене, Думлуве и Мабьяне, было указано имя нового султана аль-Малик аль-Мансур Умар аль-Йамани без его нисбы ибн Али или без его старого лакаба Абу-ль-Фатх. Получив признание халифа аль-Мансур Умар продолжил укреплять свою власть во внутренних областях Йемена. Как раз в это время зейдитские шарифы Хамзиты, ранее признавшие себя наместниками Умара в северных областях Йемена, вышли из повиновения и подняли мятеж. В 634 году Хиджры (1236/1237 год) во главе шестидесятитысячного войска султан стремительно вторгся на зейдитские территории Хамзитов и быстро продвинулся на север вплоть до городов Хадджи и аль-Михлафы. Всего за один день аль-Мансур Умар занял все северные твердыни и территории вокруг них, ранее закрепленные им за Хамзитами, в частности, взял крепости Манабир и Мабьян в 8 км от Хадджи. После этого султан простил Хамзитов и вернул им их крепости; при этом он установил в Мабьяне монетный двор, на котором со следующего года чеканились его серебряные дирхамы.

## Убийство и наследники
Султан аль-Мансур Умар был убит в результате мятежа его мамлюков в 1249 году в городке аль-Джанад неподалёку от Таиза. Придворный расулидский историк аль-Хазраджи в своей работе прямо обвиняет в организации убийства султана его племянника Асад ад-Дина Мухаммада. Некоторые поздние источники Расулидов упоминают о заговоре Асад ад-Дина Мухаммада и его брата Фахр ад-Дина против их дяди аль-Мансура Умара, но не содержат прямых доказательств их причастности к его убийству.